# Ivanka Brađašević
Ivanka Brađašević (Nova Kapela, 1955.) hrvatska je književnica. Piše pjesme i meditacije za mnoge katoličke medije (Katolike na internetu, Katoličku tiskovnu agenciju Biskupske konferencije Bosne i Hercegovine, kapelaniju MUP-a HR, Zvonik, Križ života i ine).

## Životopis
Rođena je 1955. godine u Novoj Kapeli. Na Filozofskom fakultetu Sveučilišta u Zagrebu završila je studij hrvatskog jezika i književnosti i bibliotekarstva. Neko je vrijeme radila kao srednjoškolska nastavnica hrvatskog jezika u Labinu, nakon čega dolazi u Zagreb. Radi u Osnovnoj školi Ante Kovačića u zagrebačkom Španskom. Već je mnogo puta osvajala državne nagrade s učenicima svoje škole, s kojima je redovito sudjelovala na pjesničkim manifestacijama poput "Volim Hrvatsku" u organizaciji Ministarstva turizma. Redovito sudjeluje s učenicima na "Danima Side Košutić" u Radoboju. Njezina sestra Elizabeta Serdar poznata je kulturna djelatnica i muzejska savjetnica u Hrvatskom školskom muzeju.
Surađivala je sa Željkom Horvat-Vukeljom, Stjepanom Liceom...

## Poznatija djela
- Blagoslov
- Hoće li tko za mnom?
- Ruža u noći
- Mala Gospa
- Gospodin može
- Povratak
- Svjetiljka srca
- U vlaku
- Radost...

## Vanjske poveznice
|  | Wikizvor ima izvorna djela autora: Ivanka Brađašević |